# Shuma Mihara
Shuma Mihara (三原 秀真 Mihara Shuma?), född 16 juli 2001 i Ehime prefektur, är en japansk fotbollsspelare.
Mihara började sin karriär 2020 i Ehime FC.